# Felben-Wellhausen
Felben-Wellhausen é uma comuna da Suíça, no Cantão Turgóvia, com cerca de 2.261 habitantes. Estende-se por uma área de 7,38 km², de densidade populacional de 306 hab/km². Confina com as seguintes comunas: Frauenfeld, Hüttlingen, Pfyn, Thundorf, Warth-Weiningen.
A língua oficial nesta comuna é o Alemão.